# 1705

## Esdeveniments
Països Catalans

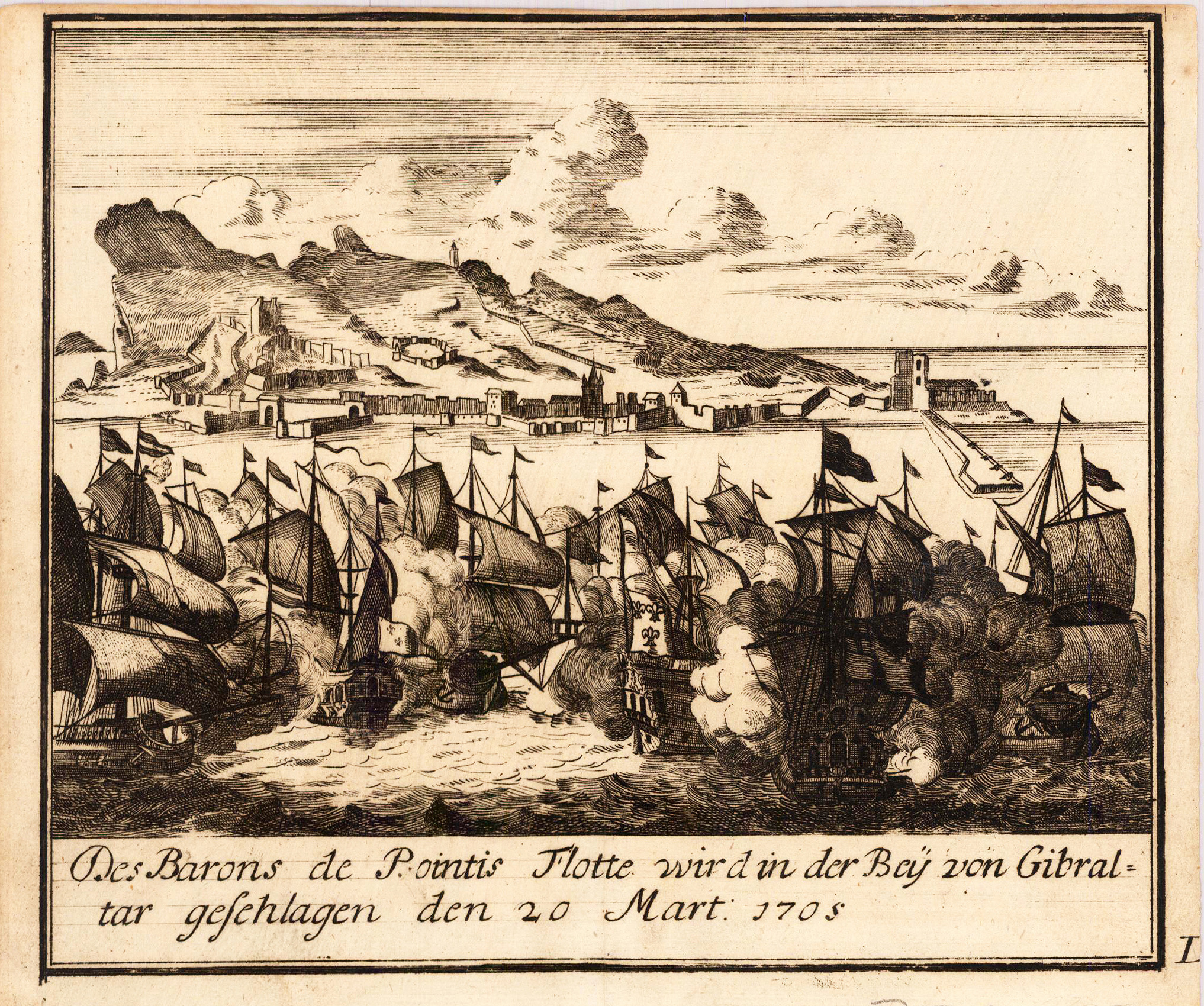
Gravat representant un enfrontament marítim davant de Gibraltar del 20 de març.

- 17 de maig, Vic, Principat de Catalunya: Personalitats de la petita noblesa vigatana s'apleguen a l'ermita de Sant Sebastià, a la parròquia de Santa Eulàlia de Riuprimer, signen el Pacte dels Vigatans ratificat més tard en el Pacte de Gènova.[1]
- 20 de juny: En el marc de la Guerra de Successió, Antoni de Peguera, en nom de Catalunya, i Mitford Crowe, plenipotenciari de la reina Anna d'Anglaterra, signen a Gènova el pacte pel qual els anglesos donen suport als catalans partidaris de l'arxiduc Carles d'Àustria.[2]
- 20 d'agost, Vic: Els vigatans es revolten contra les autoritats borbòniques.[3]
- 17 d'agost, Dénia, Regne de València: el mariscal de camp Joan Baptista Basset desembarca a la vila, ocupada pels filipistes i, amb el suport de la població, hi proclama Carles III com a rei legítim, guerra de Successió).
- 14 de setembre - 9 d'octubre: Breu setge de Barcelona, que passa sota control austriacista.
- 17 de setembre, Montjuïc, Barcelona: Final de la Batalla de Montjuïc amb victòria del bàndol austriacista en el curs de la Guerra de Successió Espanyola.
- 28 de novembre, Barcelona: l'arxiduc Carles d'Àustria hi jura els privilegis de la Corona d'Aragó i n'esdevé rei amb el nom de Carles III.
- 5 de desembre, Barcelona: al Palau de la Generalitat, convocades per l'arxiduc Carles III, fins al 31 de març de l'any següent, s'hi celebren Corts per darrera vegada - Corts de Barcelona (1706).

Resta del món
- 31 de març: Finalitza el setge de Gibraltar iniciat el passat any, els austriacistes controlaran la plaça fins a la signatura del Tractat d'Utrecht.
- 9 d'octubre - Toruń (Polònia): August el Fort i Pere I de Rússia signen el Tractat de Thorn de 1709 en el mercat de la Gran Guerra del Nord en el que signen una aliança amb l'acceptació que August torni a tenir la corona del Regne de Polònia i Lituània.

## Naixements
Països Catalans
- 1 d'agost, Olot: Pere Ferrussola, religiós jesuïta i professor universitari a Cervera.

Resta del món
- 14 de gener: Jean-Baptiste Charles Bouvet de Lozier, explorador francès (m. 1786)[4]
- 24 de gener - Àndria, Regne de Nàpols: Farinelli, cantant d'òpera italià (m. 1782).
- 8 de maig - Rio de Janeiro, (Brasil): Antônio José da Silva, dramaturgbrasiler conegut com a O Judeu («el jueu»)(m. 1739).[5]
- 19 de setembre - París: Marguerite-Antoinette Couperin, clavecinista francesa de la cort reial francesa (m. c. 1778).[6]
- David Mallet, poeta escocès (m. 1765).

## Necrològiques
Països Catalans
- 26 de setembre, Barcelona: Francesc de Valls i Freixa, 117è President de la Generalitat de Catalunya.
- Barcelona: Antoni de Saiol i de Quarteroni, 111è president de la Generalitat de Catalunya.

Resta del món
- 12 de gener - Nàpols, Itàlia: Luca Giordano, pintor barroc italià (n. 1634).
- 27 de juliol - Weston-under-Lizard: Elizabeth Wilbraham, primera dona arquitecta coneguda, l'obra de la qual havia estat atribuïda a homes.[7]
- Matías Juan de Veana, compositor del barroc.
- Desi Sangye Gyatso, regent del cinquè Dalai-lama (1617-1682).
- Trastevere: Plautilla Bricci, arquitecta, pintora i escultora italiana (n. 1616).[8]